# فانيلا أيس
فانيلا أيس (بالإنجليزية: Vanilla Ice)‏ هو رابر ومغني وملحن ومنتج أسطوانات وممثل أمريكي، ولد في 31 أكتوبر 1967 بدالاس في الولايات المتحدة.

## أعمال

### أفلام
- (2002) الرجل الجديد[8]
- (2012) هذا هو ابني[9]
- (2015) السخفاء الستة[10]

## وصلات خارجية
- فانيلا أيس على موقع IMDb (الإنجليزية)
- فانيلا أيس على موقع ألو سيني (الفرنسية)
- فانيلا أيس على موقع ميوزك برينز (الإنجليزية)
- فانيلا أيس على موقع أول موفي (الإنجليزية)
- فانيلا أيس على موقع قاعدة بيانات الأفلام السويدية (السويدية)
- فانيلا أيس على موقع إن إن دي بي (الإنجليزية)
- فانيلا أيس على موقع أول ميوزيك (الإنجليزية)
- فانيلا أيس على موقع ديسكوغز (الإنجليزية)
- فانيلا أيس على موقع ديسكوغز (الإنجليزية)
- فانيلا أيس على موقع قاعدة بيانات الفيلم (الإنجليزية)